# Paddock Live Show
Paddock Live Show è un programma televisivo di Sky Sport F1 e TV8 sulla Formula 1. È stato ideato nel 2019 per accompagnare i week-end di gara della massima serie automobilistica. 

## Il programma
Il programma va in onda sia prima sia dopo le dirette dei Gran Premi di Formula 1, prima con collegamenti in diretta dal luogo e la visualizzazione della griglia di partenza, poi con il riassunto della gara e le interviste a piloti e personalità del mondo della Formula 1. Va in onda su Sky Sport F1 in tutto il weekend (Prove Libere, Qualifiche, Gara) mentre su TV8 va in onda con Qualifiche e Gara e alcune volte con le prove libere 3.

## Edizioni
| Edizione | Anno | Rete televisiva | Rete televisiva   | Conduzione       | Periodo          | Periodo          | Puntate |
| Edizione | Anno | Diretta         | Diretta/differita | Conduzione       | Inizio           | Fine             | Puntate |
| -------- | ---- | --------------- | ----------------- | ---------------- | ---------------- | ---------------- | ------- |
| 1ª       | 2019 | Sky Sport F1    | TV8               | Federica Masolin | 17 marzo 2019    | 1 dicembre 2019  | 105     |
| 2ª       | 2020 | Sky Sport F1    | TV8               | Federica Masolin | 3 luglio 2020    | 13 dicembre 2020 | 85      |
| 3ª       | 2021 | Sky Sport F1    | TV8               | Federica Masolin | 26 marzo 2021    | 12 dicembre 2021 | 110     |
| 4ª       | 2022 | Sky Sport F1    | TV8               | Federica Masolin | 18 marzo 2022    | 20 novembre 2022 | 69      |
| 5ª       | 2023 | Sky Sport F1    | TV8               | Federica Masolin | 3 marzo 2023     | 26 novembre 2023 | 72      |
| 6ª       | 2024 | Sky Sport F1    | TV8               | Davide Camicioli | 29 febbraio 2024 | in corso         | 23      |

## Ascolti
| Edizione | Rete televisiva | Rete televisiva | Anno | Programmazione | Programmazione | Programmazione | Programmazione | Programmazione | Programmazione | Programmazione | Sky sport F1   | Sky sport F1 | TV8            | TV8   |
| Edizione | Rete televisiva | Rete televisiva | Anno | L              | M              | M              | G              | V              | S              | D              | Telespettatori | Share        | Telespettatori | Share |
| -------- | --------------- | --------------- | ---- | -------------- | -------------- | -------------- | -------------- | -------------- | -------------- | -------------- | -------------- | ------------ | -------------- | ----- |
| 1ª       | Sky Sport F1    | TV8             | 2019 |                |                |                |                |                |                |                | 704 000        | 5,28%        | 1 350 000      | 8,63% |
| 2ª       | Sky Sport F1    | TV8             | 2020 |                |                |                |                | 761 000        | 5,44%          | 965 000        | 6,27%          |              |                |       |
| 3ª       | Sky Sport F1    | TV8             | 2021 |                |                |                |                | 947 000        | 6,18%          | 1 090 000      | 6,97%          |              |                |       |
| 4ª       | Sky Sport F1    | TV8             | 2022 |                |                |                |                |                |                |                |                |              |                |       |
| 5ª       | Sky Sport F1    | TV8             | 2023 |                |                |                |                |                |                |                |                |              |                |       |
| 6ª       | Sky Sport F1    | TV8             | 2024 |                |                |                |                |                |                |                |                |              |                |       |